# Isoscelipteron eucallum
Isoscelipteron eucallum är en insektsart som beskrevs av C.-k. Yang och Liu 1999. Isoscelipteron eucallum ingår i släktet Isoscelipteron och familjen Berothidae. Inga underarter finns listade i Catalogue of Life.